# Sanchita Bhattacharya
Sanchita Bhattacharya es una cantante india, nacida en 1992 en Kolkata. Es una de las participantes y competidoras del concurso de canto llamado "Sa Re Ga Ma Pa L'il Champs". Siendo una de las voces más antiguas que pasó a la historia, gracias con el apoyo de la votación del público. Actualmente forma parte de un programa de televisión llamado "Ek Se Badhkar Ek", difundida por la red "ZeeTV".

## Discografía
| Año  | Canción         | Película                 | Director musical | Co-intérprete (s)                                                       |
| 2014 | Koshampa        | Kaanchi: The Unbreakable | Ismail Darbar    | Aman Trikha, Sanchita Bhattacharya, Anwesha Datta Gupta, & Subhash Ghai |
| 2014 | Kambal Ke Neech | Kaanchi: The Unbreakable | Ismail Darbar    | Neeti Mohan, Aishwarya Majmudar                                         |
| 2014 | Adiye Adiye     | Kaanchi: The Unbreakable | Ismail Darbar    | Avril Quadros                                                           |

- Datos: Q7415625
- Multimedia: Sanchita Bhattacharya / Q7415625